# Viktoras Muntianas
Viktoras Muntianas est né le 11 novembre 1951 à Marijampolė. En 1973 il est diplômé de l'Université technique Gediminas de Vilnius. De 1986 à 1990 il est président de la Municipalité du district de Kėdainiai. Il se lance ensuite dans les affaires et devient en 1994 directeur d'une filiale de l'Ūkio bankas à Kėdainiai.
Il reprend sa carrière politique en 1997 en devenant maire de Kėdainiai, puis député du Seimas en 2004. Il en est le président depuis 2006.
Le 26 mars 2008, à la suite d'accusations de corruption, il démissionne.
Il est aussi Président du Parti de la démocratie citoyenne (Pilietinės demokratijos partija), parti qu’il avait aidé à créer